# Grandtully
Grandtully, schottisch-gälisch Gar an Tulaich, ausgesprochen wie: „Grantly“, ist eine Ortschaft in der schottischen Council Area Perth and Kinross. Sie liegt in den Highlands im Zentrum Perth and Kinross’ in der traditionellen Grafschaft Perthshire am rechten Tay-Ufer. Am gegenüberliegenden Tayufer liegt die Ortschaft Strathtay, während Aberfeldy sieben Kilometer südwestlich und Perth rund 38 Kilometer südöstlich gelegen ist.
Die Ortsbezeichnung leitet sich aus dem Gälischen ab und bedeutet „Höhle am grünen Berg“.

## Geschichte
Westlich von Grandtully wurde im 14. Jahrhundert ein kleiner Wehrbau errichtet, aus dem sich das Tower House Grandtully Castle des Clans Stewart entwickelte. Das Lehen hielt im 14. Jahrhundert John Stewart of Innermeath.
Alexander Stewart ließ im Jahre 1533 für die Bevölkerung um Grandtully Castle sowie der heutigen Wüstung Pitcairn die St Mary’s Church errichten. Mit dem Bau einer neuen Pfarrkirche im Jahre 1806 wurde das Gebäude obsolet und befindet sich heute in Staatsbesitz.
Zum Zeitpunkt der Zensuserhebung 1991 lebten 507 Personen in Grandtully.

## Verkehr
Die in Killin beginnende A827 bildet die Hauptstraße Grandtullys. Sie geht rund sieben Kilometer östlich, jenseits von Logierait in der A9 (Polmont–Scrabster) auf.
1865 wurde eine Stichbahn von Ballinluig nach Aberfeldy eröffnet. Das etwa auf halber Strecke gelegene Grandtully erhielt einen eigenen Bahnhof entlang der Strecke, woraus signifikante Impulse für das Wachstum der Ortschaft erwuchsen. Der Bahnhof verfügte über einen Bahnsteig und wurde mit Streckenschließung 1965 (Beeching-Axt) aufgelassen. Das Gleis wurde zwischenzeitlich abgetragen.